# Dante Lafranconi

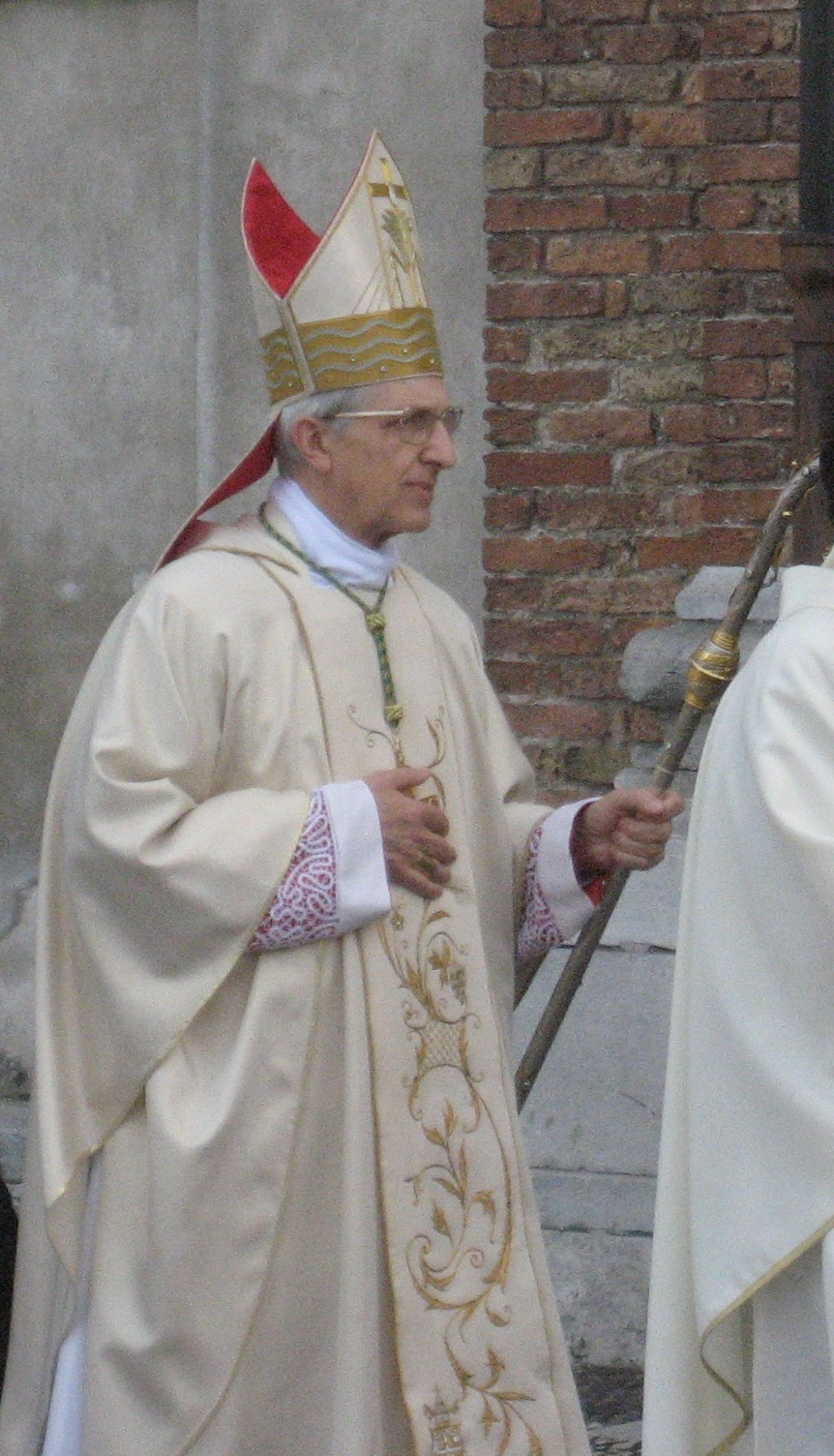
Bischof Dante Lafranconi (2008)

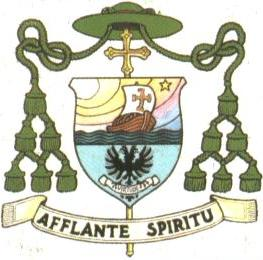
Bischofswappen

Dante Lafranconi (* 10. März 1940 in Mandello del Lario, Provinz Lecco, Italien) ist ein italienischer römisch-katholischer Geistlicher und emeritierter Bischof von Cremona.

## Leben
Dante Lafranconi empfing am 28. Juni 1964 die Priesterweihe und erwarb anschließend ein Lizenziat in Kirchengeschichte an der Päpstlichen Universität Gregoriana in Rom.
Papst Johannes Paul II. ernannte ihn am 7. Dezember 1991 zum Bischof von Savona-Noli. Der Bischof von Como, Alessandro Maggiolini, spendete ihm am 25. Januar des nächsten Jahres in der Kathedrale von Como die Bischofsweihe; Mitkonsekratoren waren Franco Festorazzi, Erzbischof von Ancona-Osimo, und Teresio Ferraroni, Altbischof von Como. Als Wahlspruch wählte er Afflante Spiritu.
Am 8. September 2001 wurde er zum Bischof von Cremona ernannt und am 4. November desselben Jahres in das Amt eingeführt.
Papst Franziskus nahm am 16. November 2015 seinen altersbedingten Rücktritt an.